# دریاله کهون
دریاله کهون (به انگلیسی: Dhariala Kahoon) یک روستا در پاکستان است که در پنجاب واقع شده‌است.